# ماشیکه، هوکایدو
ماشیکه، هوکایدو (به لاتین: Mashike, Hokkaido) یک منطقهٔ مسکونی در ژاپن است که در Rumoi Subprefecture واقع شده‌است. ماشیکه  ۴٬۶۳۴ نفر جمعیت دارد.